# Фрайдей, Ричард
Ричард Эмека Фрайдей (англ. Richard Emeka Friday; род. 16 февраля 2000, Абуджа) — нигерийский футболист, нападающий юрмальского «Спартака», выступающий на правах аренды за шведский клуб «Эребру».

## Клубная карьера
Родился в Нигерии. В 2019 году перед началом сезона стал игроком латвийской «Лиепаи». 5 апреля в матче очередного тура против «Елгавы» Фрайдей дебютировал в чемпионате Латвии, выйдя на замену в конце второго тайма вместо Дана Спэтару. 20 июня забил свои первые мячи за команду, оформив хет-трик в ворота «Вентспилса». В следующем сезоне вместе с «Лиепаей» дошёл до финала кубка Латвии. В решающем матче против «Вентспилса» Ричард участия не принимал, а игра завершилась минимальной победой его команды.
В начале 2021 года перешёл в юрмальский «Спартак». В его составе впервые появился на поле в первому туре нового чемпионата против «Даугавпилса», выйдя в стартовом составе и на 8-й минуте встречи заработав предупреждение. В следующей игре забил гол, ставший для его команды победным.
12 августа 2021 года перешёл в шведский «Эребру», заключив арендное соглашение, рассчитанное на до конца сезон. 28 августа дебютировал в чемпионате Швеции в матче с АИК, заменив на 59-й минуте Мартина Бруберга.

## Достижения
Лиепая:
- Обладатель Кубка Латвии: 2020

## Клубная статистика
| Выступление      | Выступление      | Выступление      | Лига | Лига | Кубки | Кубки | Конт. кубки | Конт. кубки | Итого | Итого |
| Клуб             | Лига             | Сезон            | Игры | Голы | Игры  | Голы  | Игры        | Голы        | Игры  | Голы  |
| ---------------- | ---------------- | ---------------- | ---- | ---- | ----- | ----- | ----------- | ----------- | ----- | ----- |
| Лиепая           | Высшая лига      | 2019             | 26   | 6    | 1     | 0     | 4           | 0           | 31    | 6     |
| Лиепая           | Высшая лига      | 2020             | 21   | 6    | 3     | 0     | 0           | 0           | 24    | 6     |
| Лиепая           | Итого            | Итого            | 47   | 12   | 4     | 0     | 4           | 0           | 55    | 12    |
| Спартак (Юрмала) | Высшая лига      | 2021             | 16   | 6    | 1     | 0     | 0           | 0           | 17    | 6     |
| Спартак (Юрмала) | Итого            | Итого            | 16   | 6    | 1     | 0     | 0           | 0           | 17    | 6     |
| Эребру           | Алльсвенскан     | 2021             | 4    | 0    | 1     | 1     | 0           | 0           | 5     | 1     |
| Эребру           | Итого            | Итого            | 4    | 0    | 1     | 1     | 0           | 0           | 5     | 1     |
| Всего за карьеру | Всего за карьеру | Всего за карьеру | 67   | 18   | 6     | 1     | 4           | 0           | 77    | 19    |